# Capitals de Washington
Pour les articles homonymes, voir Capitals.
Les Capitals de Washington sont une franchise professionnelle de hockey sur glace de la Ligue nationale de hockey, localisé à Washington D.C., capitale des États-Unis d'Amérique.
Les Capitals sont l'une des équipes ayant eu les débuts les plus difficiles de la LNH, ayant raté les séries éliminatoires lors de leurs huit premières saisons. C'est en 1983 qu'ils font leur première apparition aux séries éliminatoires. Ils ont atteint la finale de la Coupe Stanley en 1998, mais perdent en quatre matchs contre les Red Wings de Détroit. En 2009-2010, ils remportent pour la première fois le Trophée des présidents, trophée remis à l'équipe ayant marqué le plus de points chaque année, avant de se faire éliminer au 1er tour des séries éliminatoires par les Canadiens de Montréal, alors qu'ils menaient la série 3 à 1. En 2018, il remporte leur première Coupe Stanley de leur histoire, défaisant les Golden Knights de Vegas en 5 matchs.
Entre le 5 mars 2009 et la mi-octobre 2023, absolument tous leurs matchs à domicile de NHL se sont déroulés à guichets fermés. Ce sont 588 matchs consécutifs. Le 17 octobre 2023, il manquait un peu plus de 2000 personnes pour continuer la série.

## Histoire de la franchise

### Déboires de l'expansion
En compagnie des Scouts de Kansas City, les Capitals se joignent à la LNH en 1975 et ont pour domicile le Capital Centre. La première saison des Capitals se termine sur un bilan de 67 défaites en 80 matches, la franchise ne gagnant qu'une seule fois en dehors de Washington. Elle détient le record peu enviable de 17 défaites d'affilée en une saison 1974-1975, qui n'est égalé que par les Sharks de San José en 1992-1993. Les Scouts font à peine mieux, et l'expansion est qualifiée d'erreur par les experts.
L'équipe ne fait beaucoup mieux pour le reste des années 1970 et le début des années 1980. Avant l'été 1982, de très sérieuses discussions ont déjà lieu pour sortir les Capitals de la capitale américaine, et une campagne « Save the Caps » (« Sauvez les Caps ») est mise en route.

### En séries
D'abord, les Caps embauchent David Poile, 33 ans seulement, comme directeur général. Son premier geste en tant que DG fut de procéder au plus gros échange de l'histoire de la franchise le 9 septembre, échange qui envoya les réguliers de longue date Ryan Walter et Rick Green aux Canadiens de Montréal en retour de Rod Langway, Brian Engblom, Doug Jarvis et Craig Laughlin. Non seulement cet échange amena un changement majeur au sein de l'équipe, mais il aida à solidifier une équipe qui en avait bien besoin, ce qui leur permit d'accéder aux séries éliminatoires pour la première fois au terme de la saison 1982-1983 de la LNH. En plus, le club assista à une explosion offensive des Dennis Maruk, Mike Gartner et Bobby Carpenter. Et, bien qu'ils fussent balayés par les champions défendants de la Coupe Stanley, les Islanders de New York, cette lueur d'espoir aida les Caps à conserver leur foyer à Washington.
Les Capitals s'améliorèrent grandement par la suite, atteignant les séries au cours des 14 saisons suivantes, mais à chaque fois, ils passèrent comme des étoiles filantes. Vers la fin des années 1980, les Caps étaient devenus puissants au point d'être de sérieux candidats pour une Coupe Stanley, faisant des ravages en saison régulière, mais ils ne parvinrent jamais à se défaire de cette réputation de « dégonflés » qui leur collait à la peau. Malgré un défilé continu de vedettes comme Gartner, Carpenter, Bengt Gustafsson, Mike Ridley, Dave Christian, Dino Ciccarelli, Rod Langway, ou Kevin Hatcher, les Caps ne purent qu'une seule fois passer au second tour des séries… pour se faire balayer en quatre matches par les Bruins de Boston en finale de la Conférence Prince de Galles au terme de la saison 1989-1990 de la LNH.

### Occasions ratées
Au milieu des années 1990, les Capitals semblaient saboter toutes leurs chances de remporter une Coupe Stanley. Malgré le brio de leur vedette montante Peter Bondra et de Joé Juneau, le noyau de l'équipe prenait de l'âge. L'un des jours les plus sombres de l'équipe survint pendant les séries de la saison 1992-1993 de la LNH, alors que Dale Hunter fut suspendu pendant 21 parties pour avoir frappé Pierre Turgeon, des Islanders de New York, après qu'il eut marqué le but qui éliminait les Capitals.
Une occasion en or s'offrit aux Capitals au cours des séries de la saison 1997-1998 de la LNH. Bondra avait dominé le club, avec 52 buts en saison régulière, les vétérans Joé Juneau et Adam Oates retrouvèrent leur forme et Olaf Kölzig obtint un pourcentage d'arrêts de 92 % alors que les Caps du nouveau DG George McPhee vainquirent successivement les Bruins de Boston, les Sénateurs d'Ottawa et les Sabres de Buffalo pour enfin accéder à la finale de la Coupe Stanley. Ils ne firent cependant pas le poids face aux champions défendants, les Red Wings de Détroit, qui les éliminèrent en quatre matches.
Les Capitals connaissent un réveil brutal, la saison suivante, en ratant les séries. Ils se reprennent en gagnant deux titres consécutifs de la Division Sud-Ouest, avant d'être rattrapés par la guigne qui les fit perdre, chaque fois, au premier tour, contre les Penguins de Pittsburgh. Résolus à briser leur chaîne de malchance, les Capitals réalisent un coup fumant, à l'été 2001, en acquérant la super vedette Jaromír Jágr, l'un des meilleurs joueurs de la décennie 1990, des Penguins. Après avoir raté, malgré des renforts de qualité, les séries de 2002, les Capitals procèdent à des changements supplémentaires en mettant la main sur le très convoité Robert Lang des Penguins, agent libre à l'été 2002.
Cette acquisition marqua le retour en séries des Capitals en saison 2002-2003 de la LNH, sans toutefois leur permettre de succès en séries, de sorte qu'ils furent éliminés au premier tour par le Lightning de Tampa Bay, après avoir pourtant pris une avance de 2-0 dans la série, marquée par un sixième et dernier match qui s'étira jusqu'à trois périodes de prolongation, au Verizon Center, plus long match de l'histoire du bâtiment, qui se termina par un but en avantage numérique, marqué après que Jason Doig eut commis l'erreur de sauter trop tôt sur la glace au cours d'un changement de trio apporté par les Caps, erreur qui entraîna une pénalité pour avoir eu trop de joueurs sur la glace.
Les Capitals reconnurent avoir commis une erreur en ayant fait l'acquisition de vétérans, espérant par là accéder aux grands honneurs, aussi l'équipe se départit-elle de ses gros noms talentueux, dans le but d'alléger sa masse salariale. Jágr fut échangé aux Rangers de New York. Peu après, ce fut Bondra qui prit le chemin de la capitale nationale canadienne pour se joindre aux Sénateurs. Par la suite, Robert Lang passa aux Red Wings de Détroit, et Sergueï Gontchar, aux Bruins. Dans le cas de Lang, en particulier, cet échange marqua la première fois de l'histoire de la ligue qu'un joueur était échangé alors qu'il menait les marqueurs de la LNH au milieu de la saison. Les Capitals terminèrent avec une fiche de 23-46-10 et 53 points, leur pire saison en 26 ans.
Cependant, cette piètre performance permit aux Capitals d'obtenir un premier choix au repêchage d'entrée dans la LNH 2004 en la personne du phénoménal joueur russe Aleksandr Ovetchkine. Lui et Aleksandr Siomine, qui fit ses débuts à 19 ans chez les Caps en 2004, jouèrent ensemble dans la Superliga au cours de la saison 2004-2005 de la LNH, perdue à cause du lock-out. Quelques autres joueurs des Capitals traversèrent l'Atlantique pour aller jouer sur le Vieux Continent; parmi eux, Olaf Kolzig, Brendan Witt, et Jeff Halpern. La saison morte menant à la saison 2005-2006 de la LNH consista à faire de Halpern le nouveau capitaine du club, et à faire l'acquisition des Andrew Cassels, Ben Clymer, Ivan Majesky, Mathieu Biron et Jamie Heward, agents libres, et des Chris Clark et Jeff Friesen via échanges.
Les Capitals terminèrent à nouveau dans les bas-fonds de la Division Sud-Est, tout de même avec une légère amélioration, comparativement à leur catastrophique saison 2003-04, soit une fiche de 29-41-12 et 70 points, 27e meilleur classement des 30 équipes de la Ligue. Mais l'équipe se présenta à chaque match et déploya des efforts louables pour gagner, jouant dans 42 matches qui se soldèrent par une différence d'un seul but, bien qu'ils perdirent les deux tiers de ces matches. La saison recrue d'Ovetchkine dépassa les attentes, ses 52 buts et 106 points le classant au troisième rang de l'histoire de la LNH pour le plus de points récoltés par une recrue - il mena toutes les recrues de 2005-06 en termes de buts, de points, de buts en avantage numérique et de tirs au but. Il termina 3e de la ligue pour les points, 3e ex æquo pour les buts, et ses 425 tirs au but ne furent pas seulement le plus haut total de la saison et un record pour les recrues, ce fut aussi le 4e plus grand nombre de tirs en une seule saison, de toute l'histoire de la Ligue. Les 106 points d'Ovetchkine furent le second plus haut total de l'histoire de la franchise, et ses 52 buts le classent 3e de l'histoire des Capitals. Plusieurs Capitals de carrière connurent leur meilleure saison en carrière; Dainius Zubrus finit avec 57 points, Jeff Halpern obtint le meilleur total de passes avec 33, Matt Pettinger finit avec 20 buts et 38 points, et sept autres joueurs, parmi les plus jeunes, passèrent pour la première fois la barre des 20 points. Olaf Kölzig, qui a passé plus de temps dans l'organisation que tout autre joueur de l'histoire des Caps, obtint sa 250e victoire en carrière, tandis qu'Andrew Cassels devenait le 204e joueur à avoir disputé 1000 matches dans la Ligue, bien qu'il ne termina pas la saison avec l'équipe.
Brendan Witt fut cédé aux Predators de Nashville le 8 mars, à la date limite des transactions de 2006.

## Couleurs et logos
Depuis leurs débuts dans la LNH jusqu'en 1995 les Capitals utilisent le bleu, blanc et rouge comme couleur et un logo semblable à celui d'aujourd'hui. En 1995, ils changent complètement d'image et révèlent un nouveau logo : un aigle et cinq étoiles de couleurs bronze, bleu et noir. De 2002 à 2007, l'aigle est remplacé par un logo représentant le Capitole de Washington ainsi que deux bâtons entrecroisés et une rondelle de hockey, qui était à l'époque le logo secondaire des Caps de 1995 à 2002.
Le 22 juin 2007, les Capitals annoncent le retour à leurs anciennes couleurs : le rouge, le bleu et le blanc ; le logo ressemble lui aussi à l'original, mais il est modernisé. Le logo a également trois étoiles : une pour la Virginie, une pour le Maryland, et une pour le District de Columbia. Ils dévoilent aussi un logo alternatif, un aigle avec les ailes ouvertes et la silhouette du capitole au niveau du corps de l'aigle sous la forme d'un "W" qui représente la première lettre du nom de la ville de Washington.

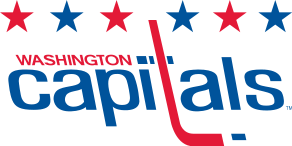
Logo de 1974 à 1995.
Logo de 1995 à 1997.
Logo de 1997 à 2002.
Logo de 2002 à 2007.
Logo depuis 2007.
Logo alternatif depuis 2007.

## Les joueurs

### Effectif actuel
| No    | Nom                      | Nat. | Position      | Arrivée                      | Salaire        |
| ----- | ------------------------ | ---- | ------------- | ---------------------------- | -------------- |
| +035, | Darcy Kuemper            |      | Gardien       | 2022 - Agent libre           | +05 250 000, $ |
| +079, | Charlie Lindgren         |      | Gardien       | 2022 - Agent libre           | +01 100 000, $ |
| +003, | Nick Jensen              |      | Défenseur     | 2019 - Red Wings de Détroit  | +02 500 000, $ |
| +009, | Dmitri Orlov             |      | Défenseur     | 2009 - Repêchage             | +05 100 000, $ |
| +027, | Aleksandr Alekseïev      |      | Défenseur     | 2018 - Repêchage             | +00863 333, $  |
| +042, | Martin Fehérváry         |      | Défenseur     | 2021 - Repêchage             | +00791 667, $  |
| +052, | Matt Irwin               |      | Défenseur     | 2021 - Agent libre           | +00750 000, $  |
| +056, | Erik Gustafsson          |      | Défenseur     | 2022 - Agent libre           | +00800 000, $  |
| +057, | Trevor Van Riemsdyk      |      | Défenseur     | 2020 - Agent libre           | +00950 000, $  |
| +074, | John Carlson – A         |      | Défenseur     | 2008 - Repêchage             | +08 000 000, $ |
| +008, | Aleksandr Ovetchkine – C |      | Ailier gauche | 2004 - Repêchage             | +09 500 000, $ |
| +015, | Sonny Milano             |      | Ailier gauche | 2022 - Agent libre           | +00750 000, $  |
| +017, | Dylan Strome             |      | Centre        | 2022 - Agent libre           | +03 500 000, $ |
| +019, | Nicklas Bäckström – A    |      | Centre        | 2006 - Repêchage             | +09 200 000, $ |
| +020, | Lars Eller               |      | Centre        | 2016 - Canadiens de Montréal | +03 500 000, $ |
| +021, | Garnet Hathaway          |      | Ailier droit  | 2019 - Agent libre           | +01 500 000, $ |
| +024, | Connor McMichael         |      | Centre        | 2021 - Repêchage             | +00863 333, $  |
| +026, | Nic Dowd                 |      | Centre        | 2018 - Agent libre           | +01 300 000, $ |
| +028, | Connor Brown             |      | Ailier droit  | 2022 - Sénateurs d'Ottawa    | +03 600 000, $ |
| +039, | Anthony Mantha           |      | Ailier droit  | 2021 - Red Wings de Détroit  | +05 700 000, $ |
| +043, | Tom Wilson – A           |      | Ailier droit  | 2012 - Repêchage             | +05 166 666, $ |
| +047, | Beck Malenstyn           |      | Ailier gauche | 2016 - Repêchage             | +00762 500, $  |
| +059, | Aliaksei Protas          |      | Centre        | 2019 - Repêchage             | +00789 167, $  |
| +062, | Carl Hagelin             |      | Ailier gauche | 2019 - Kings de Los Angeles  | +02 750 000, $ |
| +073, | Conor Sheary             |      | Ailier gauche | 2020 - Agent libre           | +01 500 000, $ |
| +077, | T.J. Oshie – A           |      | Ailier droit  | 2015 - Blues de Saint-Louis  | +05 750 000, $ |
| +090, | Marcus Johansson         |      | Ailier gauche | 2022 - Kraken de Seattle     | +01 100 000, $ |
| +091, | Joe Snively              |      | Ailier gauche | 2019 - Agent libre           | +00750 000, $  |
| +092, | Ievgueni Kouznetsov      |      | Centre        | 2010 - Repêchage             | +07 800 000, $ |
| +096, | Nicolas Aubé-Kubel       |      | Ailier droit  | 2022 - Ballottage            | +01 000 000, $ |

### Capitaines
Voici la liste des capitaines des Capitals de Washington
| Période   | Nom du ou des joueurs             |
| --------- | --------------------------------- |
| 1974-1975 | Doug Mohns                        |
| 1975-1976 | Bill Clement                      |
| 1976-1978 | Yvon Labre                        |
| 1978-1979 | Guy Charron                       |
| 1979-1982 | Ryan Walter                       |
| 1982-1993 | Rod Langway                       |
| 1993-1994 | Kevin Hatcher                     |
| 1994-1999 | Dale Hunter                       |
| 1999-2001 | Adam Oates                        |
| 2001-2002 | Steve Konowalchuk et Brendan Witt |
| 2002-2003 | Steve Konowalchuk                 |
| 2003-2005 | Aucun Capitaine                   |
| 2005-2006 | Jeff Halpern                      |
| 2006-2009 | Chris Clark                       |
| 2009-…    | Aleksandr Ovetchkine              |

### Meilleurs pointeurs
Voici la liste des dix meilleurs pointeurs de la franchise.
| Rang | Joueur               | PJ   | B   | A   | Pts  | Pun  |
| ---- | -------------------- | ---- | --- | --- | ---- | ---- |
| 1    | Aleksandr Ovetchkine | 1003 | 607 | 515 | 1122 | 649  |
| 2    | Peter Bondra         | 961  | 472 | 353 | 825  | 679  |
| 3    | Mike Gartner         | 758  | 397 | 392 | 789  | 770  |
| 4    | Nicklas Bäckström    | 734  | 188 | 540 | 728  | 372  |
| 5    | Michal Pivoňka       | 825  | 181 | 418 | 599  | 478  |
| 6    | Dale Hunter          | 872  | 181 | 375 | 556  | 2003 |
| 7    | Bengt-Åke Gustafsson | 629  | 196 | 359 | 555  | 196  |
| 8    | Mike Ridley          | 588  | 218 | 329 | 547  | 250  |
| 9    | Calle Johansson      | 983  | 113 | 361 | 474  | 449  |
| 10   | Dennis Maruk         | 343  | 182 | 249 | 431  | 365  |
| 10   | Scott Stevens        | 601  | 98  | 331 | 429  | 1628 |

### Numéros retirés
À l'heure actuelle, quatre anciens joueurs des Capitals ont vu leur numéro être retiré.
| No  | Joueur        | Position     | Carrière  | Date du retrait  |
| --- | ------------- | ------------ | --------- | ---------------- |
| 5   | Rod Langway   | Défenseur    | 1977-1997 | 26 novembre 1997 |
| 7   | Yvon Labre    | Défenseur    | 1969-1981 | 7 novembre 1981  |
| 11  | Mike Gartner  | Ailier droit | 1978-1998 | 28 décembre 2008 |
| 32  | Dale Hunter   | Centre       | 1980-1999 | 11 mars 2000     |
| 99* | Wayne Gretzky | Centre       | 1978-1999 | 6 février 2000   |

* Numéro retiré pour toutes les équipes par la LNH lors du 50e Match des étoiles.

### Au Temple de la renommée du hockey
- Mike Gartner
- Rod Langway
- Larry Murphy

## Dirigeants

### Entraîneurs-chefs
| No | Nom                  | Premier match     | Dernier match    | Saison régulière | Saison régulière | Saison régulière | Saison régulière | Saison régulière | Saison régulière | Saison régulière | Séries éliminatoires | Séries éliminatoires | Séries éliminatoires | Séries éliminatoires | Remarques                                          |
| No | Nom                  | Premier match     | Dernier match    | PJ               | V                | D                | N                | DP               | P                | % V              | PJ                   | V                    | D                    | % V                  | Remarques                                          |
| -- | -------------------- | ----------------- | ---------------- | ---------------- | ---------------- | ---------------- | ---------------- | ---------------- | ---------------- | ---------------- | -------------------- | -------------------- | -------------------- | -------------------- | -------------------------------------------------- |
| 1  | James Anderson       | 9 octobre 1974    | 9 février 1975   | 54               | 4                | 45               | 5                | -                | 13               | 12,0             | -                    | -                    | -                    | -                    |                                                    |
| 2  | George Sullivan      | 11 février 1975   | 20 mars 1975     | 18               | 2                | 16               | 0                | -                | 4                | 11,1             | -                    | -                    | -                    | -                    |                                                    |
| 3  | Milton Schmidt       | 22 mars 1975      | 29 décembre 1975 | 44               | 5                | 34               | 5                | -                | 15               | 17,0             | -                    | -                    | -                    | -                    |                                                    |
| 4  | Tom McVie            | 31 décembre 1975  | 9 avril 1978     | 204              | 49               | 122              | 33               | -                | 131              | 32,1             | -                    | -                    | -                    | -                    |                                                    |
| 5  | Gary Green (en)      | 11 octobre 1978   | 13 novembre 1979 | 96               | 28               | 51               | 17               | -                | 73               | 38,0             | -                    | -                    | -                    | -                    |                                                    |
| 6  | Daniel Belisle (en)  | 15 novembre 1979  | 4 novembre 1981  | 157              | 50               | 78               | 29               | -                | 129              | 41,1             | -                    | -                    | -                    | -                    |                                                    |
| 7  | Roger Crozier        | 7 novembre 1981   | 7 novembre 1981  | 1                | 0                | 1                | 0                | -                | 0                | 0,0              | -                    | -                    | -                    | -                    |                                                    |
| 8  | Bryan Murray         | 11 novembre 1981  | 13 janvier 1990  | 672              | 343              | 246              | 83               | -                | 769              | 57,2             | 53                   | 24                   | 29                   | 45,3                 | trophée Jack-Adams en 1983-1984                    |
| 9  | Terry Murray         | 16 janvier 1990   | 25 janvier 1994  | 325              | 163              | 134              | 28               | -                | 354              | 54,5             | 39                   | 18                   | 21                   | 46,2                 |                                                    |
| 10 | James Schoenfeld     | 27 janvier 1994   | 13 avril 1997    | 249              | 113              | 102              | 34               | -                | 260              | 52,2             | 24                   | 10                   | 14                   | 41,7                 |                                                    |
| 11 | Ronald Wilson        | 1er octobre 1997  | 13 avril 2002    | 410              | 192              | 159              | 51               | 8                | 443              | 54,0             | 32                   | 15                   | 17                   | 46,9                 | Finale de la Coupe Stanley 1998                    |
| 12 | Bruce Cassidy        | 11 octobre 2002   | 8 décembre 2003  | 110              | 47               | 47               | 9                | 7                | 110              | 50,0             | 6                    | 2                    | 4                    | 33,3                 |                                                    |
| 13 | Glen Hanlon          | 11 décembre 2003  | 21 novembre 2007 | 239              | 78               | 122              | 9                | 30               | 195              | 40,8             | -                    | -                    | -                    | -                    |                                                    |
| 14 | Bruce Boudreau       | 23 novembre 2007  | 26 novembre 2011 | 329              | 201              | 88               | -                | 40               | 442              | 67,2             | 37                   | 17                   | 20                   | 45,9                 | trophée Jack-Adams en 2007-2008                    |
| 15 | Dale Hunter          | 29 novembre 2011  | 12 mai 2012      | 60               | 30               | 23               | -                | 7                | 67               | 55,8             | 14                   | 7                    | 7                    | 50,0                 |                                                    |
| 16 | Adam Oates           | 19 janvier 2012   | 13 avril 2014    | 130              | 65               | 48               | -                | 17               | 147              | 56,5             | 7                    | 3                    | 4                    | 42,9                 |                                                    |
| 17 | Barry Trotz          | 9 octobre 2014    | 18 juin 2018     | 328              | 205              | 89               | -                | 34               | 444              | 67,7             | 63                   | 36                   | 27                   | 57,1                 | trophée Jack-Adams en 2015-2016 Coupe Stanley 2018 |
| 18 | Todd Reirden         | 29 juin 2018      | 23 août 2020     | 151              | 89               | 46               | -                | 16               | 194              | 64,2             | 15                   | 5                    | 10                   | 33,3                 |                                                    |
| 19 | Peter Laviolette     | 15 septembre 2020 | 14 avril 2023    | 220              | 115              | 78               | -                | 27               | 257              | 58,4             | 11                   | 3                    | 8                    | 27,3                 |                                                    |
| 20 | Spencer Carbery (en) | 30 mai 2023       |                  |                  |                  |                  | -                |                  |                  |                  |                      |                      |                      |                      |                                                    |

### Directeurs généraux
| No | Nom                      | Engagement       | Départ           | Remarques                       |
| -- | ------------------------ | ---------------- | ---------------- | ------------------------------- |
| 1  | Milton Schmidt           | 20 avril 1973    | 29 décembre 1975 |                                 |
| 2  | Maxwell McNab            | 30 décembre 1975 | 5 novembre 1981  |                                 |
| 3  | Roger Crozier            | 5 novembre 1981  | 27 août 1982     |                                 |
| 4  | David Poile              | 30 août 1982     | 12 mai 1997      |                                 |
| 5  | George McPhee            | 9 juin 1997      | 26 avril 2014    | Finale de la Coupe Stanley 1998 |
| 6  | Brian MacLellan          | 26 mai 2014      | 8 juillet 2024   | Coupe Stanley 2018              |
| 7  | Christopher Patrick (en) | 8 juillet 2024   |                  |                                 |

## Choix de premier tour aux repêchages
Chaque année et depuis 1963, les joueurs des ligues juniors ont la possibilité de signer des contrats avec les franchises de la LNH. Cette section présente les joueurs qui ont eu la chance d'être choisis par les Capitals lors du premier tour. Ces choix peuvent être échangé et ainsi, une année les Capitals peuvent très bien ne pas avoir eu de choix de premier tour ou à l'inverse, en avoir plusieurs.
| Année | Joueur                                       | Rang                                   | Équipe junior                                                                        |
| ----- | -------------------------------------------- | -------------------------------------- | ------------------------------------------------------------------------------------ |
| 1974  | Greg Joly                                    | 1er au total                           | Pats de Regina (LHOC)                                                                |
| 1975  | Alex Forsyth                                 | 18e au total                           | Canadians de Kingston (AHO)                                                          |
| 1976  | Rick Green Greg Carroll                      | 1er au total 15e au total              | Knights de London (AHO) Tigers de Medicine Hat (LHOC)                                |
| 1977  | Robert Picard                                | 3e au total                            | Juniors de Montréal (LHJMQ)                                                          |
| 1978  | Ryan Walter Tim Coulis                       | 2e au total 18e au total               | Breakers de Seattle (LHOC) Fincups de Hamilton (AHO)                                 |
| 1979  | Mike Gartner                                 | 4e au total                            | Stingers de Cincinnati (AMH)                                                         |
| 1980  | Darren Veitch                                | 5e au total                            | Pats de Regina (LHOu)                                                                |
| 1981  | Bobby Carpenter                              | 3e au total                            | Saint John's High (USHS)                                                             |
| 1982  | Scott Stevens                                | 5e au total                            | Rangers de Kitchener (LHO)                                                           |
| 1983  | Aucun                                        | Aucun                                  | Aucun                                                                                |
| 1984  | Kevin Hatcher                                | 17e au total                           | Centennials de North Bay (LHO)                                                       |
| 1985  | Yvon Corriveau                               | 19e au total                           | Marlboros de Toronto (LHO)                                                           |
| 1986  | Jeff Greenlaw                                | 19e au total                           | Équipe Nationale du Canada                                                           |
| 1987  | Aucun                                        | Aucun                                  | Aucun                                                                                |
| 1988  | Reggie Savage                                | 15e au total                           | Tigres de Victoriaville (LHJMQ)                                                      |
| 1989  | Olaf Kölzig                                  | 19e au total                           | Americans de Tri-City (LHOu)                                                         |
| 1990  | John Slaney                                  | 9e au total                            | Royals de Cornwall (LHO)                                                             |
| 1991  | Pat Peake Trevor Halverson                   | 14e au total 21e au total              | Compuware Ambassadors de Détroit (LHO) Centennials de North Bay (LHO)                |
| 1992  | Sergueï Gontchar                             | 14e au total                           | Traktor Tcheliabinsk (URSS)                                                          |
| 1993  | Brendan Witt Jason Allison                   | 11e au total 17e au total              | Thunderbirds de Seattle (LHOu) Knights de London (LHO)                               |
| 1994  | Nolan Baumgartner Aleksandr Kharlamov        | 10e au total 15e au total              | Blazers de Kamloops (LHOu) CSKA Moscou (Russie)                                      |
| 1995  | Brad Church Miika Elomo                      | 17e au total 23e au total              | Raiders de Prince Albert (LHOu) Kiekko-67 Turku (2. Divisioona)                      |
| 1996  | Aleksandr Volchkov Jaroslav Svejkovsky       | 4e au total 17e au total               | Colts de Barrie (LHO) Americans de Tri-City (LHOu)                                   |
| 1997  | Nick Boynton                                 | 9e au total                            | 67's d'Ottawa (LHO)                                                                  |
| 1998  | Aucun                                        | Aucun                                  | Aucun                                                                                |
| 1999  | Kris Beech                                   | 7e au total                            | Hitmen de Calgary (LHOu)                                                             |
| 2000  | Brian Sutherby                               | 26e au total                           | Warriors de Moose Jaw (LHOu)                                                         |
| 2001  | Aucun                                        | Aucun                                  | Aucun                                                                                |
| 2002  | Steve Eminger Aleksandr Siomine Boyd Gordon  | 12e au total 13e au total 17e au total | Rangers de Kitchener (LHO) Traktor Tcheliabinsk (Russie 2) Rebels de Red Deer (LHOu) |
| 2003  | Eric Fehr                                    | 18e au total                           | Wheat Kings de Brandon (LHOu)                                                        |
| 2004  | Aleksandr Ovetchkine Jeff Schultz Mike Green | 1er au total 27e au total 29e au total | Dinamo Moscou (Superliga) Hitmen de Calgary (LHOu) Blades de Saskatoon (LHOu)        |
| 2005  | Sasha Pokulok Joe Finley                     | 14e au total 27e au total              | Big Red de Cornell (NCAA) Stampede de Sioux Falls (USHL)                             |
| 2006  | Nicklas Bäckström Semion Varlamov            | 4e au total 23e au total               | Brynäs IF (Elitserien) Lokomotiv Iaroslavl-2 (Russie 3)                              |
| 2007  | Karl Alzner                                  | 5e au total                            | Hitmen de Calgary (LHOu)                                                             |
| 2008  | Anton Gustafsson John Carlson                | 21e au total 27e au total              | Frölunda HC U20 (J20 SuperElit) Ice de l'Indiana (USHL)                              |
| 2009  | Marcus Johansson                             | 24e au total                           | Färjestad BK (Elitserien)                                                            |
| 2010  | Ievgueni Kouznetsov                          | 26e au total                           | Traktor Tcheliabinsk (KHL)                                                           |
| 2011  | Aucun                                        | Aucun                                  | Aucun                                                                                |
| 2012  | Filip Forsberg Tom Wilson                    | 11e au total 16e au total              | Leksands IF (Allsvenskan) Whalers de Plymouth (LHO)                                  |
| 2013  | André Burakovsky                             | 23e au total                           | Malmö Redhawks (Allsvenskan)                                                         |
| 2014  | Jakub Vrána                                  | 13e au total                           | Linköpings HC (SHL)                                                                  |
| 2015  | Ilia Samsonov                                | 22e au total                           | Stalnye Lisy (MHL)                                                                   |
| 2016  | Lucas Johansen                               | 28e au total                           | Rockets de Kelowna (LHOu)                                                            |
| 2017  | Aucun                                        | Aucun                                  | Aucun                                                                                |
| 2018  | Alexander Alexeyev                           | 31e au total                           | Rebels de Red Deer (LHOu)                                                            |
| 2019  | Connor McMichael                             | 25e au total                           | Knights de London (LHO)                                                              |
| 2020  | Hendrix Lapierre                             | 22e au total                           | Saguenéens de Chicoutimi (LHJMQ)                                                     |
| 2021  | Aucun                                        | Aucun                                  | Aucun                                                                                |
| 2022  | Ivan Mirochnitchenko                         | 20e au total                           | Omskie Krylia (VHL)                                                                  |
| 2023  | Ryan Leonard                                 | 8e au total                            | USA U-18                                                                             |

## Trophées de la LNH

### Trophées collectifs
Trophée des présidents
Il est remis pour la première fois à l'issue de la saison 1985-1986 à la meilleure équipe de la saison régulière. Depuis sa mise en place, les Capitals ont remporté le trophée à trois reprises :
- 2010, 2016 et 2017.

Trophée Prince de Galles
Le Trophée Prince de Galles est le trophée de la LNH qui a changé le plus grand nombre de fois de signification. Les Capitals ont remporté ce trophée en tant que champions de l'association de l'Est :
- 1998 et 2018.

Coupe Stanley
- 2018

### Trophées individuels
Trophée Art-Ross
Le trophée Art-Ross est remis au joueur qui inscrit le plus de points au cours de la saison régulière :
- Aleksandr Ovetchkine en 2008.

Trophée Maurice-Richard
Le trophée Maurice-Richard est remis au joueur qui inscrit le plus de buts au cours de la saison régulière :
- Aleksandr Ovetchkine en 2008, 2009, 2013, 2014, 2015, 2016, 2018.

Trophée Bill-Masterton
Le trophée Bill-Masterton est une récompense remise au joueur ayant démontré le plus de qualité de persévérance et esprit d’équipe :
- José Théodore en 2010.

Trophée Calder
Le trophée Calder récompense la meilleure recrue, joueur dans sa première saison LNH :
- Aleksandr Ovetchkine en 2006.

Trophée Frank-J.-Selke
Le trophée Frank-J.-Selke est remis par la LNH au meilleur attaquant ayant démontré le plus de compétences défensives depuis la saison 1977-1978 :
- Doug Jarvis en 1984.

Trophée Hart
Le trophée Hart (en anglais Hart Memorial Trophy) est remis au meilleur joueur de la saison régulière, par vote par l'Association Professionnelle de la Presse Écrite. La distinction est remise depuis 1923 :
- Aleksandr Ovetchkine en 2008, 2009, 2010.

Trophée Jack-Adams
Le trophée Jack-Adams est remis depuis la saison 1973-1974 au meilleur entraîneur de la saison. Trois entraîneurs de Wasington l'ont remporté :
- Bryan Murray en 1984 ;
- Bruce Boudreau en 2008 ;
- Barry Trotz en 2016.

Trophée James-Norris
À chaque fin de saison, le meilleur défenseur de la LNH reçoit le trophée James-Norris :
- Rod Langway en 1983 et 1984.

Trophée King-Clancy
Le trophée King-Clancy récompense chaque année le joueur ayant démontré le meilleur exemple de leadership et ayant le plus contribué à la société :
- Olaf Kölzig en 2006.

Trophée Ted-Lindsay
Le trophée Ted-Lindsay, connu jusqu'en 2010 sous le nom de trophée Lester-B.-Pearson, est remis chaque année au meilleur joueur de la LNH selon les votes de ses pairs :
- Aleksandr Ovetchkine en 2008, 2009 et 2010.

Trophée Vézina
Le trophée Vézina est un trophée remis aux gardiens de but de ligue nationale de hockey. De 1927 à 1981, il récompense le gardien ayant encaissé le moins de but lors de la saison régulière. Depuis la saison 1981-1982, le gardien jugé le meilleur de la saison régulière reçoit ce trophée :
- Jim Carey en 1996 ;
- Olaf Kölzig en 2000 ;
- Braden Holtby en 2016.